# 64e groupe de reconnaissance de division d'infanterie
Le 64e groupe de reconnaissance de division d'infanterie (64e GRDI) est une unité militaire française de la seconde Guerre mondiale.

## GRCA et GRDI
Les groupes de reconnaissance des corps d’armée (GRCA) et des divisions d’infanterie (GRDI) formés par des escadrons mixtes de cavalerie (motorisée et hippomobile) ont été créés par note de l’état major de l’armée le 6 mai 1923, pour assurer aux grandes unités (corps d’armée, divisions d’infanterie, régions fortifiées) la recherche du renseignement, la prise de contact avec l’ennemi et la sûreté.

## Origine et rattachement du64eGRDI
Le 64e groupe de reconnaissance de division d'infanterie, de type normal (cavalerie et motocyclistes) est créé à partir des effectifs du 5e Centre Mobilisateur de Cavalerie d'Orléans en août 1939.
- L’état major et le peloton de commandement étaient dirigés par le lieutenant-colonel Mallet, et son adjoint le capitaine Hollier.
- L’escadron hors rang (EHR) était à la charge du capitaine Cirade,
- L’escadron hippomobile des capitaines Labourdeau et Gerdes
- L’escadron moto au capitaine Libert
- L'escadron mitrailleuses et canons de 25 du lieutenant de Laage de La Rocheterie.

La 55e DI, à laquelle le 64e GRDI est affecté, regroupe les 213e, 295e et 331e régiments d'infanterie, le 147e régiment d'infanterie de forteresse, le 45e régiment d’artillerie mixte divisionnaire et le 99e régiment d'artillerie de forteresse. La division est rattachée à la IIe Armée française commandée par le Général Huntziger et placée à la disposition du  10e Corps d'Armée (CA) du général Grandsard.
Ce Corps d'Armée se composait des unités suivantes :
- 12e Groupe de Reconnaissance de Corps d'Armée
- 601e Régiment de Pionniers
- 121e régiment d'artillerie lourde hippomobile coloniale
- 3e division d'infanterie nord-africaine
- 55e division d'infanterie

## Historique
Drôle de guerre
- 14 septembre 1939 : Le GR embarque pour Baleycourt, au sud de Verdun, puis organise la défense du massif de Romagne sous les Côtes.
- 18 octobre 1939 : Le 64e GRDI fait mouvement sur Sedan, puis rentre à Bouillon, en Belgique, dans un groupement de Groupe de Reconnaissance[2] ayant pour mission, éventuellement, d'actions retardatrice et de destruction en cas de violation de la Belgique.

Combats en Belgique et bataille de France
- 10 mai 1940 : Le GR entre en Belgique et atteint Libin.
- 11 mai 1940 : Repli sur la Semois puis sur la Meuse à Sedan
- 12 mai 1940 : Le GR stationne à La Cassine et reste en réserve de la 55e DI
- 14 mai 1940 : le 64e se porte en soutien et prend part à la contre-attaque de Mont Dieu
  - Combats à Mont Dieu
- 21 mai 1940 : Le GR effectue divers mouvements dans la région de Grandpré, La Croix aux Bois, puis est mis en réserve dans la région de Rupt-en-Woevre.
- 30 mai 1940 : Le 64e groupe de reconnaissance de division d'infanterie est dissous.
- 31 mai 1940 : Un nouveau groupe, le 47e groupe de reconnaissance de division d'infanterie est formé avec les débris du 64e GRDI.

## Personnalités ayant servi au GR
- Raymond Meyer, compagnon de la Libération[3]